# Soča z Volarjo
Soča z Volarjo este o arie protejată (arie specială de conservare — SAC, sit de importanță comunitară — SCI) din Slovenia întinsă pe o suprafață de 1.411,81 ha, integral pe uscat.

## Localizare
Centrul sitului Soča z Volarjo este situat la coordonatele 46°11′54″N 13°41′48″E / 46.1982°N 13.6966°E.

## Înființare
Situl Soča z Volarjo a fost declarat sit de importanță comunitară în aprilie 2004 pentru a proteja 10 specii de animale. Situl a fost protejat și ca arie specială de conservare în februarie 2012.

## Biodiversitate
Situată în ecoregiunea alpină, aria protejată conține 7 habitate naturale: Râuri de munte și vegetația erbacee de pe malurile acestora, Râuri de munte și vegetația lor lemnoasă cu Myricaria germanica, Râuri de munte și vegetația lor lemnoasă cu Salix elaeagnos, Pajiști carstice calcaroase sau bazofile, de Alysso-Sedion albi, Fânețe de joasă altitudine (Alopecurus pratensis, Sanguisorba officinalis), Păduri aluvionare cu Alnus glutinosa și Fraxinus excelsior (Alno-Padion, Alnion incanae, Salicion albae), Păduri ilirice de Fagus sylvatica (Aremonio-Fagion).
La baza desemnării sitului se află mai multe specii protejate:
- mamifere (2): vidră de râu (Lutra lutra), liliacul mic cu potcoavă (Rhinolophus hipposideros)
- nevertebrate (3): Austropotamobius pallipes, fluturele-tigru (Callimorpha quadripunctaria), rădașcă (Lucanus cervus)
- pești (5): Barbus meridionalis, Barbus plebejus, zglăvoacă (Cottus gobio), Leuciscus souffia, Salmo marmoratus